# Edi Stöllinger
Eduard "Zapfi" Stöllinger (Salzburg, 19 november 1948 - Schwanenstadt, 16 september 2006) was een Oostenrijks motorcoureur. Hij is eenmalig Grand Prix-winnaar in het wereldkampioenschap wegrace.

## Carrière
Stöllinger werd in 1974 kampioen in het Oostenrijkse 250 cc-kampioenschap en won in 1978 en 1979 zowel het nationale 250 cc- als 350 cc-kampioenschap. In 1977 debuteerde hij in zowel de 250 cc-klasse als de 350 cc-klasse van het wereldkampioenschap wegrace op een Yamaha. Hij reed in de Grand Prix van Duitsland en eindigde de klasses respectievelijk als twaalfde en vijftiende; in de 250 cc werd hij ook nog twintigste in Tsjecho-Slowakije. In 1978 reed hij twee races in de 250 cc in Duitsland (plaats 22) en Tsjecho-Slowakije (twaalfde) en de 350 cc in Oostenrijk (veertiende) en Tsjecho-Slowakije (achttiende).
In 1979 reed Stöllinger een volledig seizoen in zowel het WK 250 cc als 350 cc voor Kawasaki. In de 250 cc won hij de race in België; deze race werd door een groot aantal topcoureurs geboycot omdat zij het nieuwe asfalt te glad vonden. In totaal scoorde hij 28 punten, waarmee hij negende werd in de eindstand. In de 350 cc kwam hij enkel tot scoren met een zevende plaats in zijn thuisrace en eindigde zo met 4 punten op plaats 24 in het kampioenschap. In 1980 reed hij drie races in de 250 cc, waarin een vierde plaats in Groot-Brittannië zijn beste resultaat was en hij met 16 punten elfde werd. In de 350 cc scoorde hij enkel een WK-punt met een tiende plaats in Italië en eindigde zo opnieuw op plaats 24. In 1981 reed hij twee races in de 250 cc, met een zevende plaats in Duitsland als beste resultaat. In de 350 cc reed hij eveneens twee races, waarin een negende plaats zijn hoogste klassering was, ook in Duitsland gehaald.
Na zijn motorsportcarrière ging Stöllinger aan de slag als technicus bij de Oostenrijkse afdeling van Honda. Hij speelde een grote rol in de successen van motorcrosser Erwin Machtlinger en van Philipp Eitzinger, die in 2006 de titel won in de 125 cc-klasse van het Europees kampioenschap wegrace. Op 16 september 2006 kwam Stöllinger op 57-jarige leeftijd om het leven nadat hij met zijn Yamaha TZ 750 ten val kwam tijdens een veteranenrace.